# Бойл (Роскоммон)
Бойл (англ. Boyle; ирл. Mainistir na Búille (Маништирь-на-Буле)) — (малый) город в Ирландии, находится в графстве Роскоммон (провинция Коннахт). Здесь родились Крис О’Дауд и Морин О’Салливан.
Местная железнодорожная станция была открыта 3 декабря 1862 года.

## Демография
Население — 2522 человека (по переписи 2006 года). В 2002 году население составляло 2205 человек. При этом, население внутри городской черты (legal area) было 1599, население пригородов (environs) — 923.
Данные переписи 2006 года:
| Общие демографические показатели |               |                               |                               |      |      |
| Всё население                    | Всё население | Изменения населения 2002—2006 | Изменения населения 2002—2006 | 2006 | 2006 |
| 2002                             | 2006          | чел.                          | %                             | муж. | жен. |
| 2205                             | 2522          | 317                           | 14,4                          | 1252 | 1270 |

В нижеприводимых таблицах сумма всех ответов (столбец «сумма»), как правило, меньше общего населения населённого пункта (столбец «2006»).
| Религия (Тема 2 — 5 : Число людей по религиям, 2006) |             |                |             |            |       |      |
| Католики, чел.                                       | Католики, % | Другая религия | Без религии | не указано | сумма | 2006 |
| 2275                                                 | 90,2        | 115            | 94          | 38         | 2522  | 2522 |

| Этно-расовый состав (Этничность. Тема 2 — 3 : Постоянное население по этническому или культурному происхождению, 2006) |            |              |       |        |        |            |       |       |
| Белые ирландцы | Лухт-шулта | Другие белые | Негры | Азиаты | Другие | Не указано | сумма | 2006  |
| 2146 | 25         | 210          | 3     | 14     | 59     | 17         | 2474  | 2522  |
| Доля от всех отвечавших на вопрос, %                                                                                   |            |              |       |        |        |            |       |       |
| 86,7 | 1,0        | 8,5          | 0,1   | 0,6    | 2,4    | 0,7        | 100   | 98,11 |

1 — доля отвечавших на вопрос о языке от всего населения.
| Владение ирландским языком (Тема 3 — 1 : Число людей от 3 лет и старше по способности говорить по-ирландски, 2006) |      |            |       |       |
| Владеете ли Вы ирландским языком?                                                                                  |      |            |       |       |
| Да | Нет  | Не указано | сумма | 2006  |
| 979 | 1341 | 118        | 2438  | 2522  |
| Доля от всех отвечавших на вопрос о языке, %                                                                       |      |            |       |       |
| 40,2 | 55,0 | 4,8        | 100   | 96,71 |

1 — доля отвечавших на вопрос о языке от всего населения.
| Использование ирландского языка (Тема 3 — 2 : Говорящие по-ирландски от 3 лет и старше по частоте использования ирландского языка, 2006) |                                                            |                                               |                                               |                                               |                                               |                                               |       |                                     |      |
| Как часто и где Вы говорите по-ирландски?                                                                                                |                                                            |                                               |                                               |                                               |                                               |                                               |       |                                     |      |
| ежедневно, только в образовательных учреждениях                                                                                          | ежедневно, как в образовательных учреждениях, так и вне их | в других местах (вне образовательной системы) | в других местах (вне образовательной системы) | в других местах (вне образовательной системы) | в других местах (вне образовательной системы) | в других местах (вне образовательной системы) | сумма | всего, отвечавших на вопрос о языке | 2006 |
| ежедневно, только в образовательных учреждениях                                                                                          | ежедневно, как в образовательных учреждениях, так и вне их | ежедневно                                     | каждую неделю                                 | реже                                          | никогда                                       | не указано                                    | сумма | всего, отвечавших на вопрос о языке | 2006 |
| 221 | 4                                                          | 18                                            | 39                                            | 402                                           | 269                                           | 26                                            | 979   | 2438                                | 2522 |
| Доля от всех отвечавших на вопрос о языке, %                                                                                             |                                                            |                                               |                                               |                                               |                                               |                                               |       |                                     |      |
| 9,1 | 0,2                                                        | 0,7                                           | 1,6                                           | 16,5                                          | 11,0                                          | 1,1                                           | 40,2  | 100                                 |      |

| Типы частных жилищ (Тема 6 — 1(a) : Число частных домовладений по типу размещения, 2006) |          |         |                 |            |       |      |
| Отдельный дом                                                                            | Квартира | Комната | Переносные дома | не указано | сумма | 2006 |
| 853                                                                                      | 100      | 8       | 0               | 7          | 968   | 2522 |